# Gorgova
Gorgova – wieś w Rumunii, w okręgu Tulcza, w gminie Maliuc. W 2011 roku liczyła 146 mieszkańców.